# Свети Димитър (Сятища)
Вижте пояснителната страница за други значения на Свети Димитър.
„Свети Димитър“ (на гръцки: Αγίου Δημητρίου) е православна църква в град Сятища, Егейска Македония, Гърция, катедрален храм на Сисанийската и Сятищка епархия на Вселенската патриаршия.

## История
Според писмените данни църквата е построена в 1647 година и е била малка по размери. По-късно през XVII век, когато Сятища започва да се развива като търговски център на региона и когато архиепископ Зосим II Охридски премества катедрата на митрополията от Сисани в родния си Сятища, се появява необходимост от по-голям храм. Затова в 1801 година църквата е разрушена и на нейно място с разрешението на Али паша е издигната нова с красива дърворезба и стенописи. През 1856 г. до нея жупанският майстор Апостолис построява и грандиозната камбанария, висока 25 m. На 13 юли 1910 година голям пожар унищожава църквата. Още на следния ден епископ Йеротей Антулидис предприема стъпки за изграждане на нов храм. На 2 юни 1912 година е издаден съответният султански ферман.
Църквата е възстановена от известния архитект Аристотелис Захос като кръстокуполна базилика с квадратна кула вместо купол в пресечната точка на наоса и трансепта и е смятана за едно от най-добрите му произведения, вдъхновено от раннохристиянската и романтичната ломбардска архитектура. Заедно със „Свети Атанасий Христиануполски“ в Гортина (1910 - 1911) е смятан за начало на реформата в гръцкото храмово строителство. Основният камък е поставен на 5 август 1912 година, но работата е прекъсната поради избухването на Балканската война през октомври. Работата е възстановена през пролетта на 1913 година във вече гръцкия Сятища. Захос успява майсторски да впише в ансамбъл новия храм и оцелялата стара камбанария. Също така в интериора са възстановени оцелелите части от стария иконостас, датирани 1778 година и подписани от майстор Маноли, автор и на иконостаса в сятищката църква „Свети Илия“. Иконостасните икони са от 1917 година, дело на атонското ателие на Христодулос Матеу, а разходите са поети от сятищанина митрополит Партений Валовищки. Владишкият трон и двата проскинитария са резбовани и вероятно са пренесени от „Свети Илия“ и „Свети Георги“. Амвонът е изключително добра изработка, дело на сятищаните Павлос Тахминдзис и сина му Димитриос. Храмът е открит тържествено на 9 септември 1928 година. В 1935 година е построен параклисът „Света Богородица“, отново по проект на Захос. В 1955 година архитект Георгиос Номикос заменя квадратната кула в центъра на храма с осмоъгълен купол. В 1912 година църквата чества стогодишен юбилей в присъствието на патриарх Вартоломей I Константинополски и архиепископ Йероним Гръцки.
- Църквата „Свети Димитър“ преди 1910 г.
- Разписка за дарение за възстановяването на църквата, 1910 г.